# Llista de topònims de Torrelles de la Salanca
Llista de topònims (noms propis de lloc) de Torrelles de la Salanca (Rosselló).
Informació actualitzada per un bot. Els canvis manuals es perdran quan s'actualitzi!

## castell
| imatge | Nom                  | Ubicat a                                   | instància de | Detalls | coordenades                                                                | Protecció | Commons (més fotos) | Dades a WD                    |
| ------ | -------------------- | ------------------------------------------ | ------------ | ------- | -------------------------------------------------------------------------- | --------- | ------------------- | ----------------------------- |
|        | Castell de Torrelles | Torrelles de la Salanca                    | castell      |         | 42° 45′ 19″ N, 2° 59′ 33″ E / 42.755401944444°N,2.9925361111111°E 5.3 msnm |           |                     | Modifica les dades a Wikidata |
|        | Mota de Juegues      | Pirineus Orientals Torrelles de la Salanca | castell      |         | 42° 45′ 36″ N, 2° 58′ 53″ E / 42.760136111111°N,2.9814°E 8.6 msnm          |           |                     | Modifica les dades a Wikidata |

## edifici
| imatge | Nom                   | Ubicat a                | instància de | Detalls | coordenades                                                                | Protecció | Commons (més fotos) | Dades a WD                    |
| ------ | --------------------- | ----------------------- | ------------ | ------- | -------------------------------------------------------------------------- | --------- | ------------------- | ----------------------------- |
|        | Castellàs de Peralada | Torrelles de la Salanca | edifici      |         | 42° 45′ 49″ N, 2° 59′ 37″ E / 42.7636°N,2.9935055555556°E 5.2 msnm         |           |                     | Modifica les dades a Wikidata |
|        | Cellera de Leucata    | Torrelles de la Salanca | edifici      |         | 42° 45′ 47″ N, 2° 59′ 36″ E / 42.763105°N,2.9934369444444°E 5.1 msnm       |           |                     | Modifica les dades a Wikidata |
|        | Força de la Geràrdia  | Torrelles de la Salanca | edifici      |         | 42° 45′ 46″ N, 2° 59′ 45″ E / 42.762808333333°N,2.9958444444444°E 4.8 msnm |           |                     | Modifica les dades a Wikidata |

## església
| imatge | Nom                                       | Ubicat a                | instància de          | Detalls                                               | coordenades                                                                      | Protecció                                                 | Commons (més fotos)                                   | Dades a WD                    |
| ------ | ----------------------------------------- | ----------------------- | --------------------- | ----------------------------------------------------- | -------------------------------------------------------------------------------- | --------------------------------------------------------- | ----------------------------------------------------- | ----------------------------- |
|        | Sant Julià i Santa Basilissa de Torrelles | Torrelles de la Salanca | església Ús: església | Estil: art preromànic Anomenat per: Julià i Basilissa | 42° 45′ 19″ N, 2° 59′ 33″ E / 42.7554°N,2.99251°E 5.5 msnm                       | bé catalogat a l'Inventari general del patrimoni cultural | Église Saint-Julien-et-Sainte-Basilisse de Torreilles | Modifica les dades a Wikidata |
|        | Sant Pere de Torrelles                    | Torrelles de la Salanca | església              | Estat: enderrocat o destruït                          | 42° 46′ 10″ N, 3° 01′ 23″ E / 42.7693333333°N,3.02302777778°E                    |                                                           |                                                       | Modifica les dades a Wikidata |
|        | Santa Eugènia de Labejà                   | Torrelles de la Salanca | església              | Estat: enderrocat o destruït                          | 42° 45′ 11″ N, 2° 58′ 02″ E / 42.7529444444°N,2.96722222222°E                    |                                                           |                                                       | Modifica les dades a Wikidata |
|        | Santa Maria de Juegues                    | Torrelles de la Salanca | església              |                                                       | 42° 45′ 39″ N, 2° 58′ 58″ E / 42.7608333333°N,2.98277777778°E Catalunya del Nord |                                                           | Église Sainte-Marie de Torreilles                     | Modifica les dades a Wikidata |

## instal·lació
| imatge | Nom                                        | Ubicat a                | instància de                          | Detalls    | coordenades | Protecció | Commons (més fotos)     | Dades a WD                    |
| ------ | ------------------------------------------ | ----------------------- | ------------------------------------- | ---------- | --- | --------- | ----------------------- | ----------------------------- |
|        | casa de la vila de Torrelles de la Salanca | Torrelles de la Salanca | instal·lació Ús: seu del govern local |            | 42° 45′ 15″ N, 2° 59′ 38″ E / 42.7541293051011°N,2.99389092837873°E fr:RUE DE LA MEDITERRANEE, 66440 TORREILLES |           | Town hall of Torreilles | Modifica les dades a Wikidata |
|        | déchèterie de Torreilles                   | Torrelles de la Salanca | instal·lació Ús: deixalleria          | 2007-05-21 | fr:Route Départementale 11 66440 Torreilles                                                                     |           |                         | Modifica les dades a Wikidata |

## Misc
| imatge | Nom                                | Ubicat a                            | instància de                        | Detalls                                                  | coordenades                                                                                    | Protecció                                                           | Commons (més fotos) | Dades a WD                    |
| ------ | ---------------------------------- | ----------------------------------- | ----------------------------------- | -------------------------------------------------------- | ---------------------------------------------------------------------------------------------- | ------------------------------------------------------------------- | ------------------- | ----------------------------- |
|        | Aglí                               | Pirineus Orientals                  | riu                                 | Desemboca: mar Mediterrània Llarg: 81.7km Conca: 1055km² | 42° 46′ 45″ N, 3° 02′ 20″ E / 42.77916667°N,3.03888889°E 4 msnm                                |                                                                     | Agly                | Modifica les dades a Wikidata |
|        | Platja de Torrelles                | Torrelles de la Salanca             | assentament humà                    |                                                          | 42° 45′ 41″ N, 3° 01′ 59″ E / 42.76145°N,3.03311°E                                             |                                                                     |                     | Modifica les dades a Wikidata |
|        | búnquer de Torrelles de la Salanca | Torrelles de la Salanca             | búnquer                             | 1943                                                     | 42° 46′ 30″ N, 3° 02′ 16″ E / 42.775007°N,3.037827°E                                           | monument històric inventariat                                       |                     | Modifica les dades a Wikidata |
|        | desembocadura de l'Aglí            | el Barcarès Torrelles de la Salanca | desembocadura                       |                                                          | 42° 46′ 46″ N, 3° 02′ 15″ E / 42.77934°N,3.03738°E                                             |                                                                     |                     | Modifica les dades a Wikidata |
|        | estació meteorològica de Torrelles | Torrelles de la Salanca             | estació meteorològica               |                                                          | 42° 45′ 18″ N, 2° 58′ 42″ E / 42.755°N,2.978333°E 7 msnm                                       |                                                                     |                     | Modifica les dades a Wikidata |
|        | monument als morts de guerra       | Torrelles de la Salanca             | memorial de guerra obra escultòrica | Creador: No/unknown value 20th century                   | 42° 45′ 15″ N, 2° 59′ 38″ E / 42.75425277777778°N,2.9938166666666666°E Torrelles de la Salanca | Objecte inclòs en l'Inventari general del patrimoni cultural (IGPC) |                     | Modifica les dades a Wikidata |